# Zámecká lípa ve Studénce
Zámecká lípa ve Studénce je památný strom - lípa velkolistá (Tilia platyphyllos Scop.) v Zámeckém parku města Studénka v okrese Nový Jičín. Geograficky se také nachází v nížině Oderská brána, v Moravskoslezském kraji a Horním Slezsku.

## Další informace
Zámecká lípa ve Studénce se nachází v nadmořské výšce cca 248 m n. m. poblíž Starého a Nového zámku. Podle údajů z roku 1996:
| Výška stromu:                   | 28 m (uváděno také 30 m)                                     |
| Obvod kmene (ve výčetní výšce): | 4,8 m (uváděno také 5,13 m)                                  |
| Ochranné pásmo stromu:          | vyhlášené - kruh o poloměru 10 m se středem v ose paty kmene |
| Datum prvního vyhlášení:        | 3. dubna 1996                                                |

Strom je již značně sešlý a je obrostlý břečťanem popínavým.

## Galerie

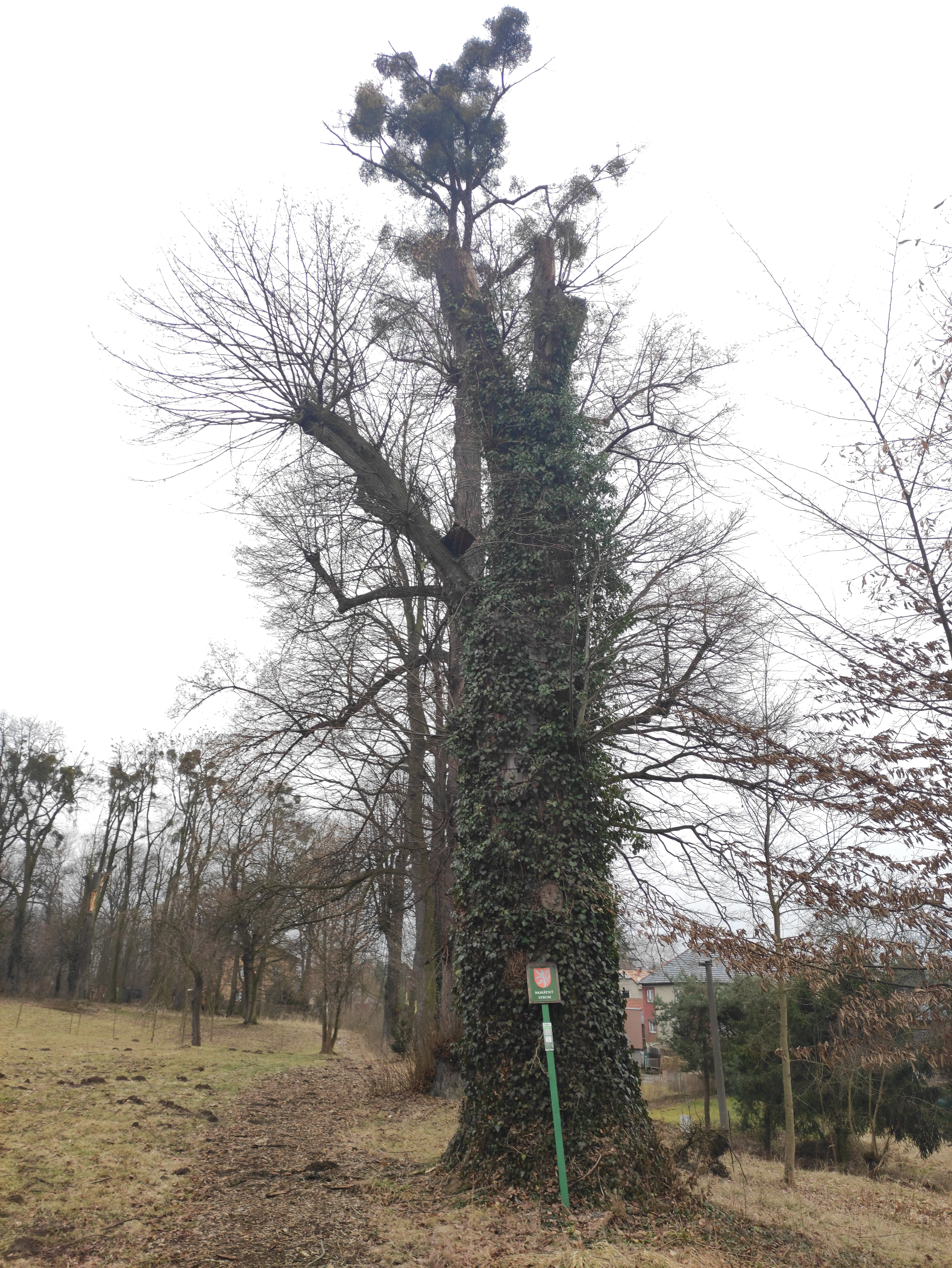
Poškození stromu (únor 2023)
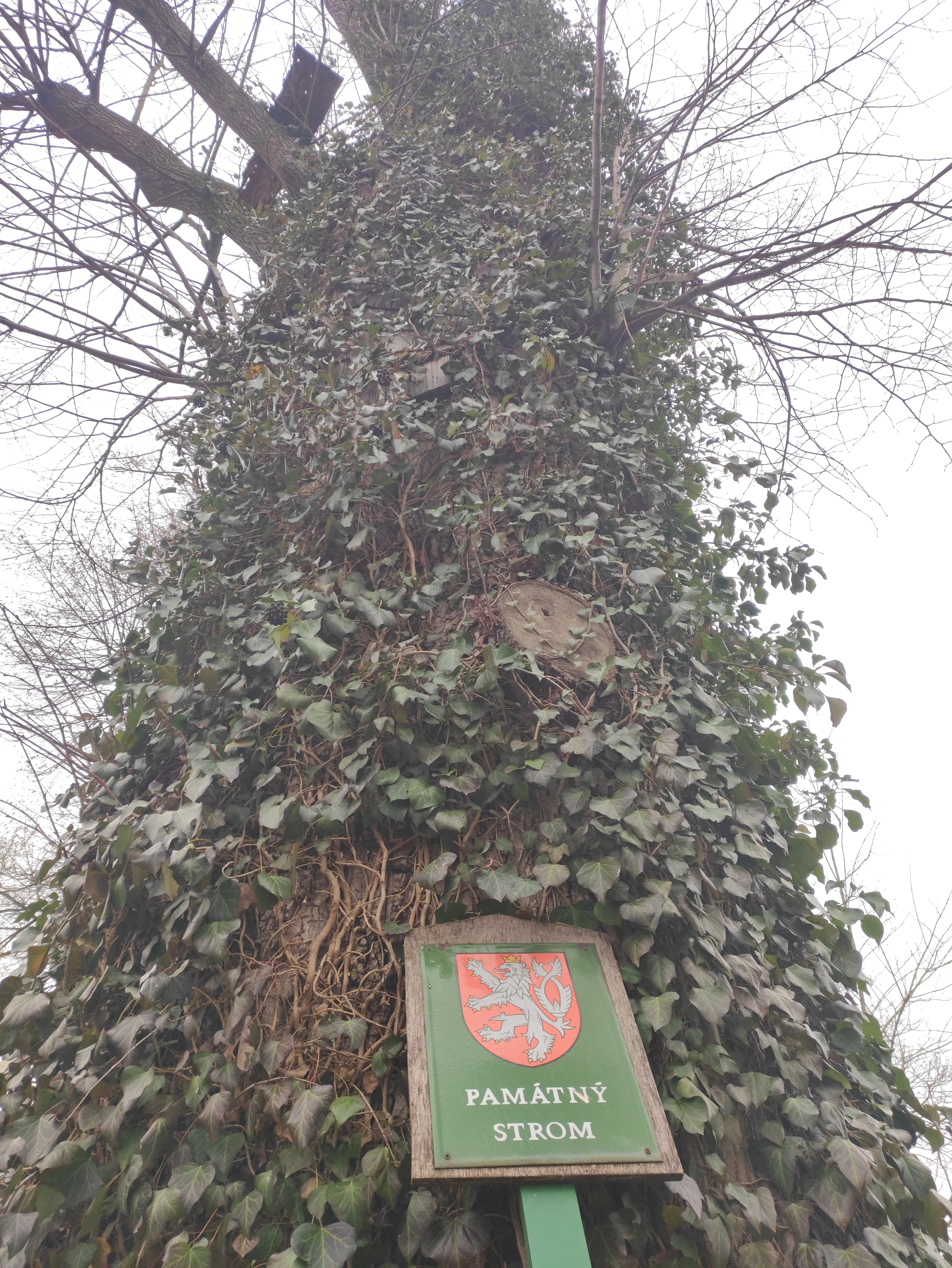
Informační panel u stromu (únor 2023)
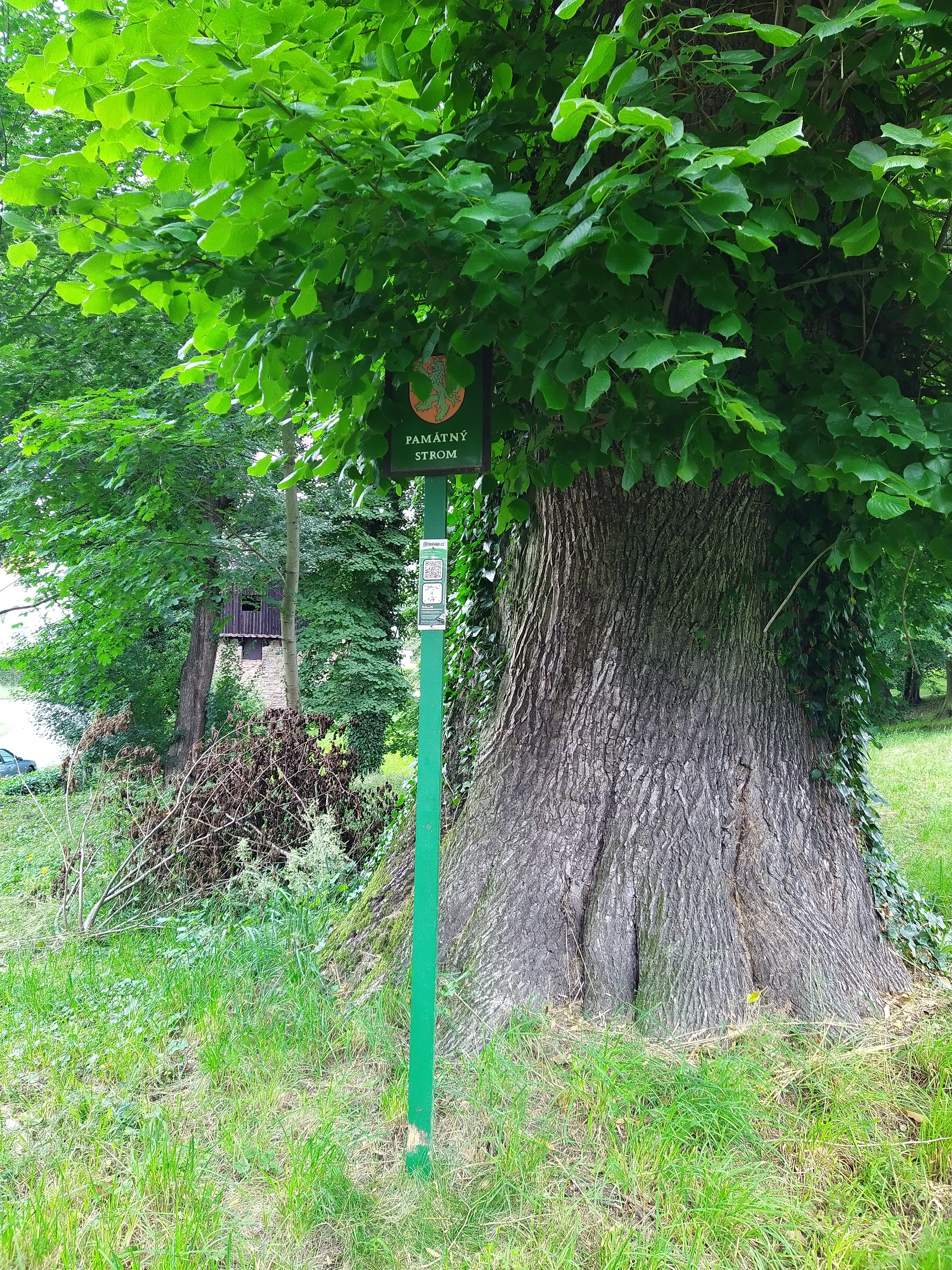